# 似魣盜目魚
似魣盜目魚（学名：Lestidiops sphyrenoides）為輻鰭魚綱仙女魚目帆蜥魚亞目魣蜥魚科的一種，分布於東大西洋法國至茅利塔尼亞，包括地中海海域，為深海魚類，深度50-600公尺，體長可達27公分，棲息在表中層水域，生活習性不明。